# Hydrodamalis gigas
La vaca marina de Steller (Hydrodamalis gigas) es una especie extinta de mamífero sirénido de la familia Dugongidae. 
Sus ejemplares medían unos 8 metros de longitud (hasta 10 en algunos casos) y pesaban entre 4 y 10 toneladas, presentaban la cola ahorquillada y una áspera piel negra. En comparación con sus parientes manatíes y dugongos, muestra los dientes reducidos a su mínima expresión numérica, siendo la forma mejor adaptada a la vida marina. El mayor sirenio que ha existido jamás, fue descubierto y descrito por primera vez por el médico Georg Wilhelm Steller, integrante de la expedición rusa de Vitus Bering en 1741, extraviado en la isla de Arachka (luego isla de Bering), frente a Kamchatka. Su informe no solo entusiasmó a los zoólogos, sino también a los cazadores de focas y balleneros que vieron un negocio lucrativo, y desde ese momento se convirtió en una presa codiciada por los marineros, que la cazaron en gran número hasta su extinción en 1768. Los barcos se sucedieron uno tras otro frente a Kamchatka, y apenas 27 años después de su descubrimiento fue abatida la última vaca marina de Steller.

## Descripción

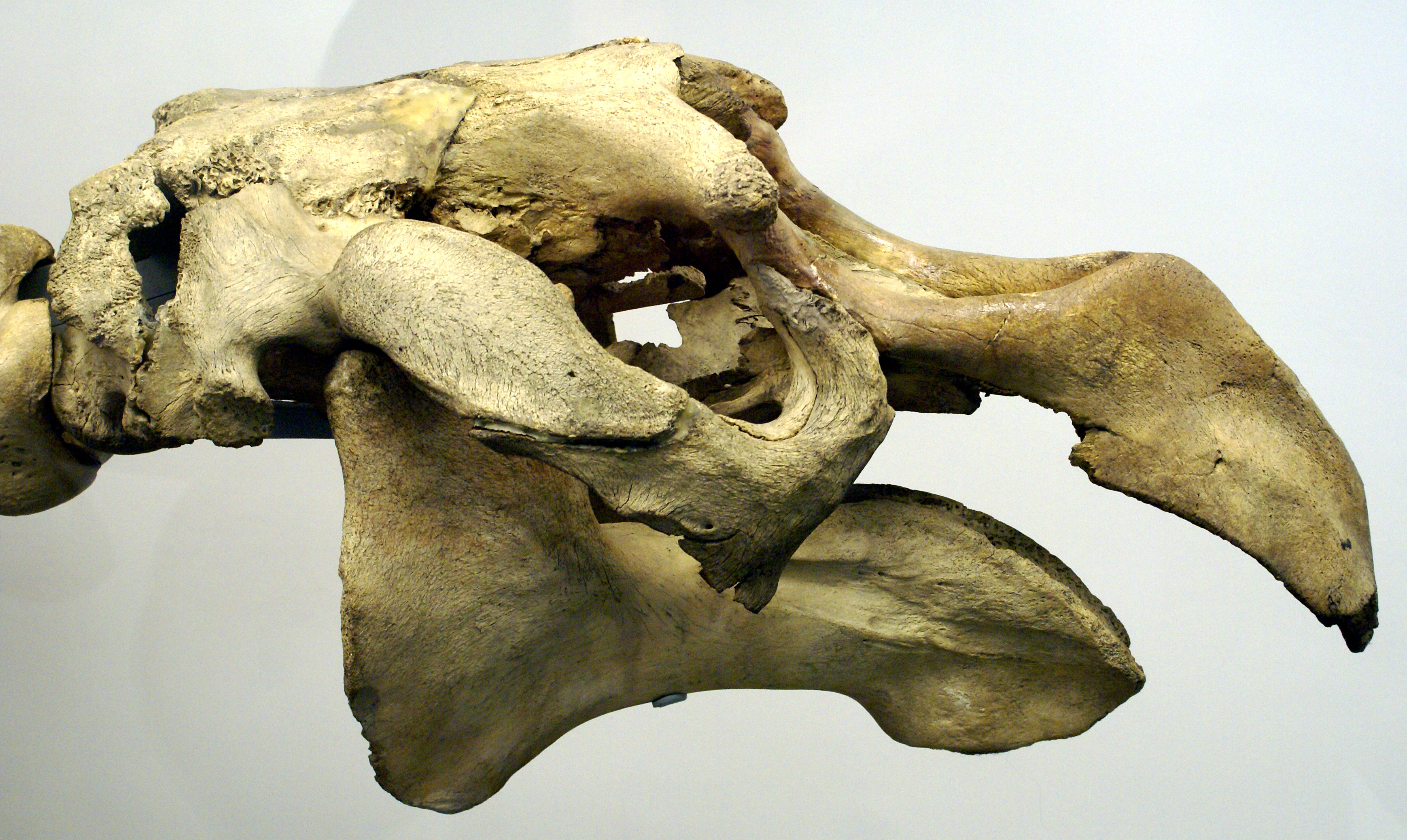
El cráneo de una vaca marina de Steller, en el Museo de Historia Natural (Londres)

Se reportó que las vacas marinas de Steller llegaban a alcanzar de 8 a 9 m (26 a 30 pies) de largo cuando eran adultas, mucho más grandes que los sirenios actuales. En 1987, se encontró un esqueleto bastante completo en la isla de Bering que medía 3 metros. En 2017, se encontró otro esqueleto de este tipo en la isla de Bering que medía 5,2 metros, y en vida probablemente unos 6 metros. Los escritos de Georg Steller contienen dos estimaciones contradictorias de peso: 4 y 24,3 toneladas cortas. Se estima que el valor real se sitúa entre estas cifras, entre 8 y 10 toneladas. Este tamaño convirtió a la vaca marina en uno de los mamíferos más grandes de la época del Holoceno, junto con las ballenas barbadas y algunas cuantas ballenas dentadas, y probablemente fue una adaptación para reducir su relación de superficie-volumen y conservar el calor.
A diferencia de otros sirenios, la vaca marina de Steller tenía una flotabilidad positiva, lo que significa que no podía sumergirse por completo. Tenía una piel exterior muy gruesa, de 2,5 centímetros, para evitar lesiones causadas por las rocas afiladas y el hielo y posiblemente para evitar que la piel no sumergida se secara. La grasa de la vaca marina tenía entre 8 y 10 centímetros de espesor, otra adaptación al clima gélido del mar de Bering. Su piel era de color negro parduzco, con manchas blancas en algunos individuos. Era lisa en el lomo y áspera en los costados, con depresiones en forma de cráteres probablemente causadas por parásitos. Esta textura rugosa hizo que el animal fuera apodado "animal de corteza". El pelo de su cuerpo era escaso, pero el interior de las aletas de la vaca marina estaba cubierto de cerdas. Las extremidades anteriores medían aproximadamente 67 cm (26 pulgadas) de largo y la aleta caudal estaba bifurcada.
La cabeza de la vaca marina era pequeña y corta en comparación con su enorme cuerpo. El labio superior del animal era grande y ancho, y se extendía tanto mucho más allá de la mandíbula, de modo que la boca parecía estar ubicada debajo del cráneo. A diferencia de otros sirenios, la vaca marina de Steller no tenía dientes y en su lugar tenía una densa serie de cerdas blancas entrelazadas en el labio superior. Las cerdas medían aproximadamente 3,8 centímetros de largo y se usaban para arrancar tallos de algas y sostener la comida. La vaca marina también tenía dos placas queratinosas, llamadas ceratodontes, ubicadas entre el paladar y la mandíbula, que se usaban para masticar. Según Steller, estas placas (o "almohadillas masticatorias") se mantenían unidas por papilas interdentales, una parte de las encías, y tenían muchos orificios pequeños que contenían nervios y arterias.

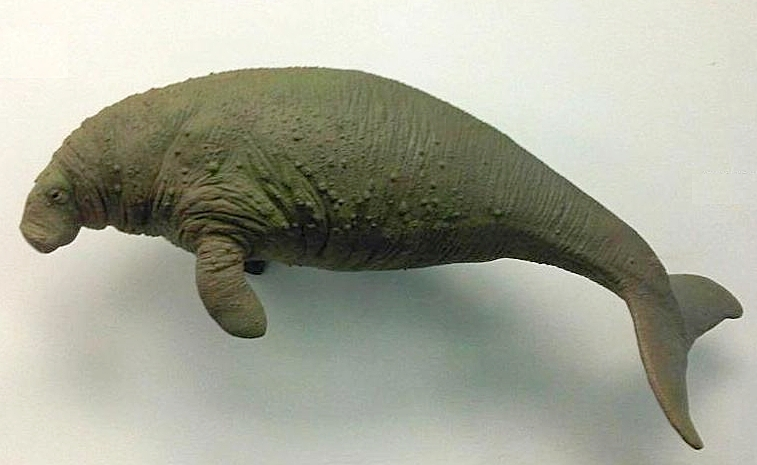
Figura a tamaño natural en el Museo de Historia Natural de Londres

Como ocurre con todos los sirenios, el hocico de la vaca marina apuntaba hacia abajo, lo que le permitía agarrar mejor las algas como los quelpos. Las fosas nasales de la vaca marina medían aproximadamente 5 centímetros de largo y ancho. Además de las que estaban dentro de su boca, la vaca marina también tenía cerdas rígidas de 10 a 12,7 cm de largo que sobresalían de su hocico. La vaca marina de Steller tenía ojos pequeños ubicados a medio camino entre las fosas nasales y las orejas con iris negros, globos oculares lívidos y comisuras palpebrales que no eran visibles externamente. El animal no tenía pestañas, pero al igual que otras criaturas buceadoras como las nutrias marinas, la vaca marina de Steller tenía una membrana nictitante que cubría sus ojos para evitar lesiones mientras se alimentaba. La lengua era pequeña y permanecía en la parte posterior de la boca, incapaz de alcanzar las almohadillas masticatorias.
Se cree que la columna vertebral de la vaca marina tenía siete vértebras cervicales (cuello), 17 torácicas, tres lumbares y 34 caudales (cola). Sus costillas eran grandes, con cinco de 17 pares haciendo contacto con el esternón; no tenía clavículas. Como en todos los sirenios, la escápula de la vaca marina de Steller tenía forma de abanico, siendo más grande en la parte posterior y más estrecha hacia el cuello. El borde anterior de la escápula era casi recto, mientras que los de los sirenios modernos son curvos. Al igual que otros sirenios, los huesos de la vaca marina de Steller eran paquiosteoscleróticos, lo que significa que eran a la vez voluminosos (paquiostóticos) y densos (osteoscleróticos). En todos los esqueletos de vaca marina recolectados, faltan las manos; Dado que Dusisiren, el taxón hermano de Hydrodamalis, tenía falanges reducidas (los huesos de los dedos), es posible que la vaca marina de Steller careciera de manos por completo.
El corazón de la vaca marina pesaba 16 kilogramos; su estómago medía 1,8 m de largo y 1,5 m de ancho. La longitud total de su tracto intestinal era de unos 151 m, lo que equivale a más de 20 veces la longitud del animal. La vaca marina no tenía vesícula biliar, pero sí un amplio conducto biliar común. Su ano medía 10 cm de ancho y sus heces se parecían a las de los caballos. El pene del macho medía 80 cm de largo. La evidencia genética indica una evolución convergente con otros mamíferos marinos en genes relacionados con las funciones metabólica e inmune, incluida la leptina asociada con la homeostasis energética y la regulación reproductiva.

## Ecología y comportamiento

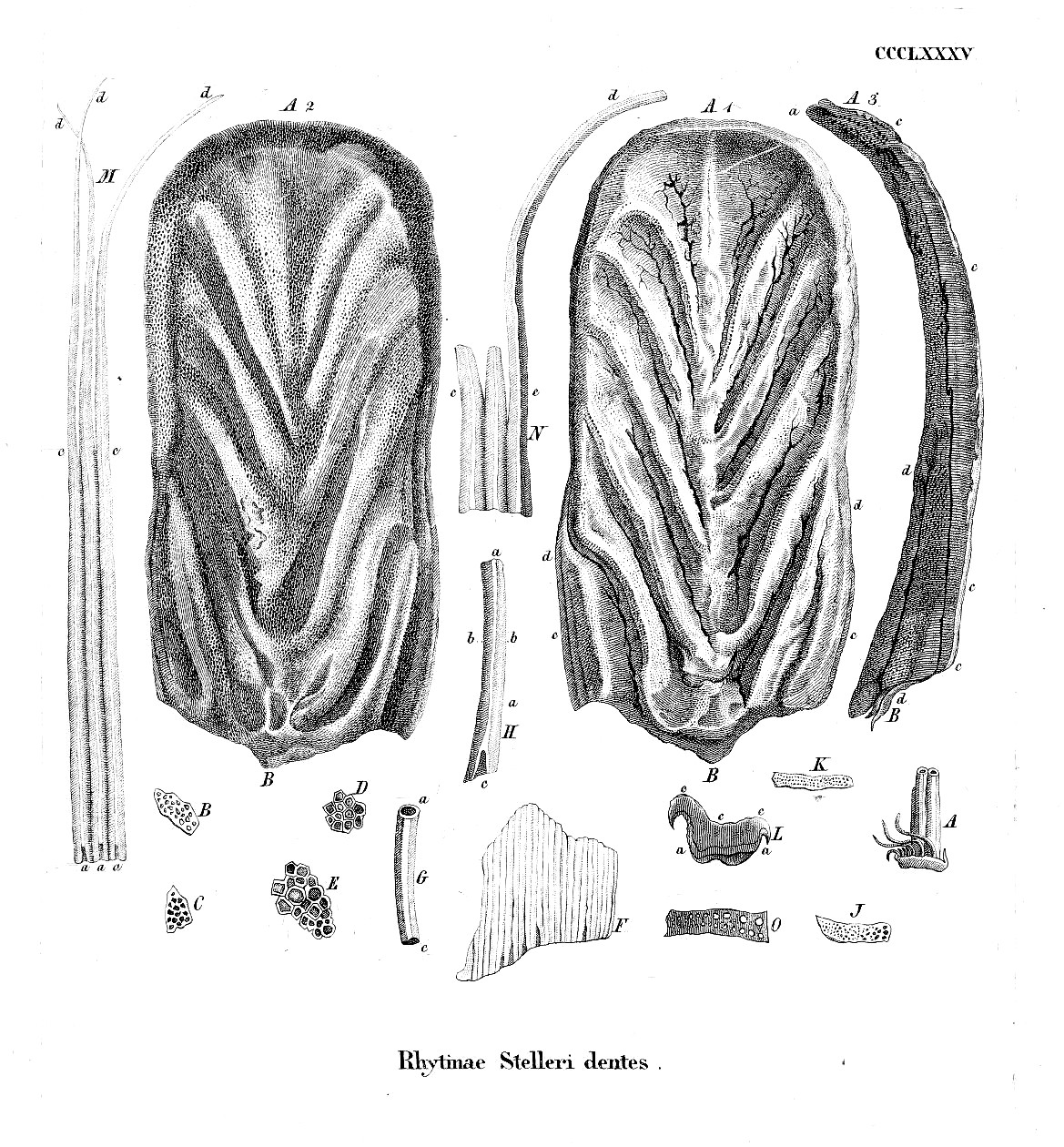
Ilustraciones de las estructuras bucales de la vaca marina de Steller por Johann Christian Daniel von Schreber, mediados del siglo XIX

Se desconoce si la vaca marina de Steller tenía depredadores naturales. Es posible que haya sido cazada por orcas y tiburones, aunque su flotabilidad puede haber dificultado que las orcas las ahogaran, y los bosques rocosos de algas marinas en los que vivía la vaca marina pueden haber disuadido a los tiburones. Según Steller, los adultos protegían a las crías de los depredadores.
Steller describió un ectoparásito en las vacas marinas que era similar al piojo de la ballena (Cyamus ovalis), pero el parásito permanece sin identificar debido a la extinción de su organismo huésped y la pérdida de todos los especímenes originales recolectados por Steller. Fue descrito formalmente por primera vez como Sirenocyamus rhytinae en 1846 por Johann Friedrich von Brandt, aunque desde entonces ha sido incluido en el género Cyamus como Cyamus rhytinae. Fue la única especie de anfípodo ciámido que se informó que habitaba en un sirenio. Steller también identificó un endoparásito en las vacas marinas, que probablemente era un nematodo ascárido.
Al igual que otros sirenios, la vaca marina de Steller era un herbívoro obligado y pasaba la mayor parte del día alimentándose, levantando sólo la cabeza cada 4 o 5 minutos para respirar. El quelpo era su principal fuente de alimento, lo que lo convertía en un algívoro. La vaca marina probablemente se alimentaba de varias especies de algas, que han sido identificadas como Agarum spp., Alaria praelonga, Halosaccion glandiforme, Laminaria saccharina, Nereocyctis luetkeana, y Thalassiophyllum clathrus. La vaca marina de Steller solo se alimentaba directamente de las partes blandas de las algas marinas, lo que provocaba que los duros tallos y los rizoides fueran arrastrados a la orilla por montones. Es posible que la vaca marina también se haya alimentado de pastos marinos, pero la planta no era lo suficientemente común como para sustentar una población viable y no podría haber sido la principal fuente de alimento de la vaca marina. Además, los pastos marinos disponibles en el área de distribución de la vaca marina (Phyllospadix spp. y Zostera marina) pueden haber crecido demasiado bajo el agua o haber sido demasiado difíciles de consumir para el animal. Dado que la vaca marina flotaba, probablemente se alimentaba del dosel de los bosques de quelpos, ya que se cree que solo tenía acceso a alimentos a no más de 1 metro por debajo de la marea. Las algas marinas liberan un elemento químico disuasorio para protegerlas del pastoreo, pero las algas marinas liberan una concentración más baja de la sustancia química, lo que permitía a las vacas marinas pastar de forma segura. Steller notó que la vaca marina adelgazaba durante los gélidos inviernos, lo que indica un período de ayuno debido al bajo crecimiento de algas marinas. Los fósiles de las poblaciones de vacas marinas de las Islas Aleutianas del Pleistoceno eran más grandes que los de las Islas del Comandante, lo que indica que el crecimiento de las vacas marinas de las Islas del Comandante puede haberse atrofiado debido a un hábitat menos favorable y menos disponibilidad de comida que en las más cálidas Islas Aleutianas.

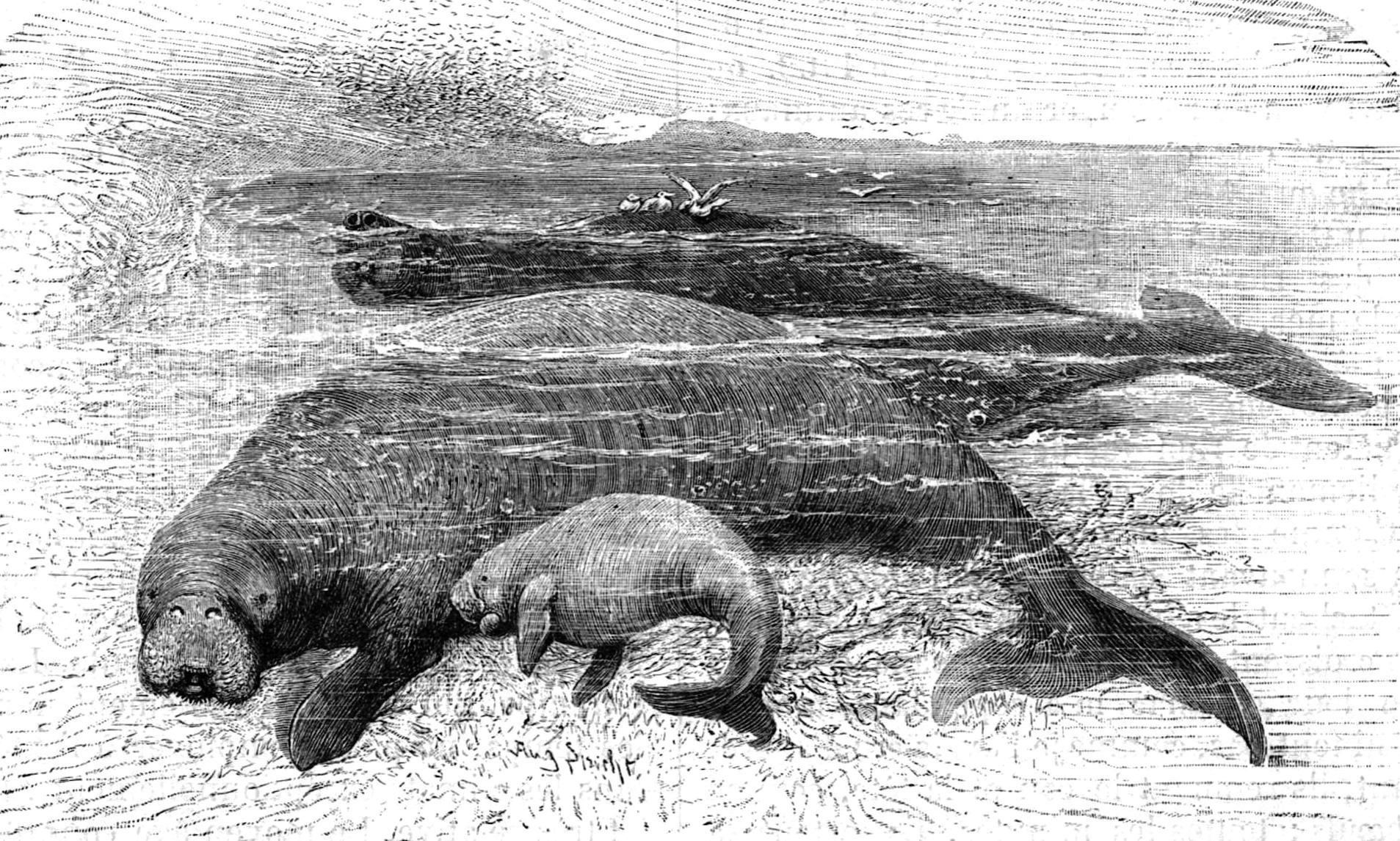
Ilustración de 1898 de una familia de vacas marinas de Steller

Steller describió a la vaca marina como muy sociable (gregaria). Vivía en pequeños grupos familiares y ayudaba a los miembros heridos, y aparentemente también era monógama. Es posible que la vaca marina de Steller haya mostrado cuidado parental y las crías se mantuvieran al frente de la manada para protegerlas contra los depredadores. Steller informó que mientras capturaban a una hembra, un grupo de otras vacas marinas atacaron el barco de caza embistiéndolo y balanceándolo, y después de la caza, su pareja siguió el barco hasta la orilla, incluso después de que el animal capturado había muerto. La temporada de apareamiento ocurría a principios de la primavera y la gestación duraba poco más de un año, en tanto que las crías probablemente nacían en otoño, ya que Steller observó una mayor cantidad de crías en otoño que en cualquier otra época del año. Dado que las hembras de vacas marinas sólo tenían un par de glándulas mamarias, probablemente tenían una cría a la vez.
La vaca marina usaba sus extremidades delanteras para nadar, alimentarse, caminar en aguas poco profundas, defenderse y aferrarse a su pareja durante la cópula. Según Steller, las extremidades anteriores también se utilizaron para anclar a la vaca marina y evitar que fuera arrastrada por las fuertes olas cercanas a la costa. Mientras pastaba, la vaca marina avanzaba lentamente moviendo su cola (aleta) de lado a lado; se lograba un movimiento más rápido mediante fuertes golpes verticales de la cola. A menudo dormían boca arriba después de alimentarse. Según Steller, la vaca marina era casi muda y solo emitía sonidos de respiración pesada, resoplidos ásperos similares a los de un caballo y suspiros.
A pesar de su gran tamaño, como ocurre con muchas otras especies de megafauna marina de la región, las vacas marinas de Steller pueden haber sido presa de las orcas transitorias locales (Orcinus orca); es probable que experimentaran depredación, ya que Steller observó que las vacas marinas con crías que buscaban alimento siempre mantendrían a sus crías entre ellas y la costa, y las orcas habrían sido las candidatas más probables para causar este comportamiento. Además, los primeros pueblos indígenas del Pacífico Norte pueden haber dependido de la vaca marina para alimentarse, y es posible que esta dependencia haya extirpado a la vaca marina de partes del Pacífico Norte aparte de las islas del Comandante. Es posible que las vacas marinas de Steller también hayan tenido una relación mutualista (o posiblemente incluso parásita) con las especies de aves marinas locales; Steller observó a menudo aves posadas en los lomos expuestos de las vacas marinas, alimentándose del parásito Cyamus rhytinae; esta relación única que desapareció con las vacas marinas puede haber sido una fuente de alimento para muchas aves, y es similar a las interacciones registradas entre los picabueyes (Buphagus) y la megafauna africana actual.

## Taxonomía

### Filogenia
La vaca marina de Steller era miembro del género Hydrodamalis, un grupo de grandes sirenios, cuyo taxón hermano era Dusisiren. Al igual que los antepasados de la vaca marina de Steller, los ancestros de Dusisiren vivieron en manglares tropicales antes de adaptarse a los climas fríos del Pacífico Norte. Hydrodamalis y Dusisiren se clasifican juntos en la subfamilia Hydrodamalinae, que se separó de otros sirenios hace entre 8 a 4 millones de años. La vaca marina de Steller es miembro de la familia Dugongidae, cuyo único miembro superviviente y, por tanto, el pariente vivo más cercano de la vaca marina de Steller, es el dugongo (Dugong dugon).
La vaca marina de Steller era descendiente directa de la vaca marina de Cuesta (Hydrodamalis cuestae), una vaca marina tropical extinta que vivía frente a la costa occidental de América del Norte, particularmente en California. Se cree que la vaca marina de Cuesta se extinguió debido a la aparición de la glaciación cuaternaria y el posterior enfriamiento de los océanos. Muchas poblaciones desaparecieron, pero el linaje de la vaca marina de Steller pudo adaptarse a las temperaturas más frías. Algunos investigadores consideran que la vaca marina de Takikawa (Hydrodamalis spissa) de Japón es un sinónimo taxonómico de la vaca marina de Cuesta, pero según una comparación de moldes endocraneanos, las vacas marinas de Takikawa y de Steller son más derivadas que la vaca marina de Cuesta. Esto ha llevado a algunos a creer que la vaca marina de Takikawa es de su propia especie. La evolución del género Hydrodamalis se caracterizó por un aumento de tamaño y la pérdida de dientes y falanges, como respuesta al inicio de la glaciación cuaternaria.

### Historia de la investigación científica
La vaca marina de Steller fue descubierta en 1741 por Georg Wilhelm Steller, por quien recibió su nombre. Steller investigó la vida silvestre de la isla de Bering mientras naufragó allí durante aproximadamente un año; los animales de la isla incluían poblaciones relictas de vacas marinas, nutrias marinas, leones marinos de Steller y lobos marinos del norte. Mientras la tripulación cazaba a los animales para sobrevivir, Steller los describió en detalle. El relato de Steller se incluyó en su publicación póstuma De bestiis marinis, o "Las bestias del mar", que fue publicada en 1751 por la Academia de Ciencias de Rusia en San Petersburgo. El zoólogo Eberhard von Zimmermann describió formalmente a la vaca marina de Steller en 1780 como Manati gigas. El biólogo Anders Jahan Retzius en 1794 incluyó a la vaca marina en el nuevo género Hydrodamalis, con el nombre específico de stelleri, en honor a Steller. En 1811, el naturalista Johann Karl Wilhelm Illiger reclasificó la vaca marina de Steller en el género Rytina, el cual adoptaron muchos escritores de la época. El nombre Hydrodamalis gigas, la combinatio nova correcta si se reconoce un género separado, fue utilizado por primera vez en 1895 por Theodore Sherman Palmer.

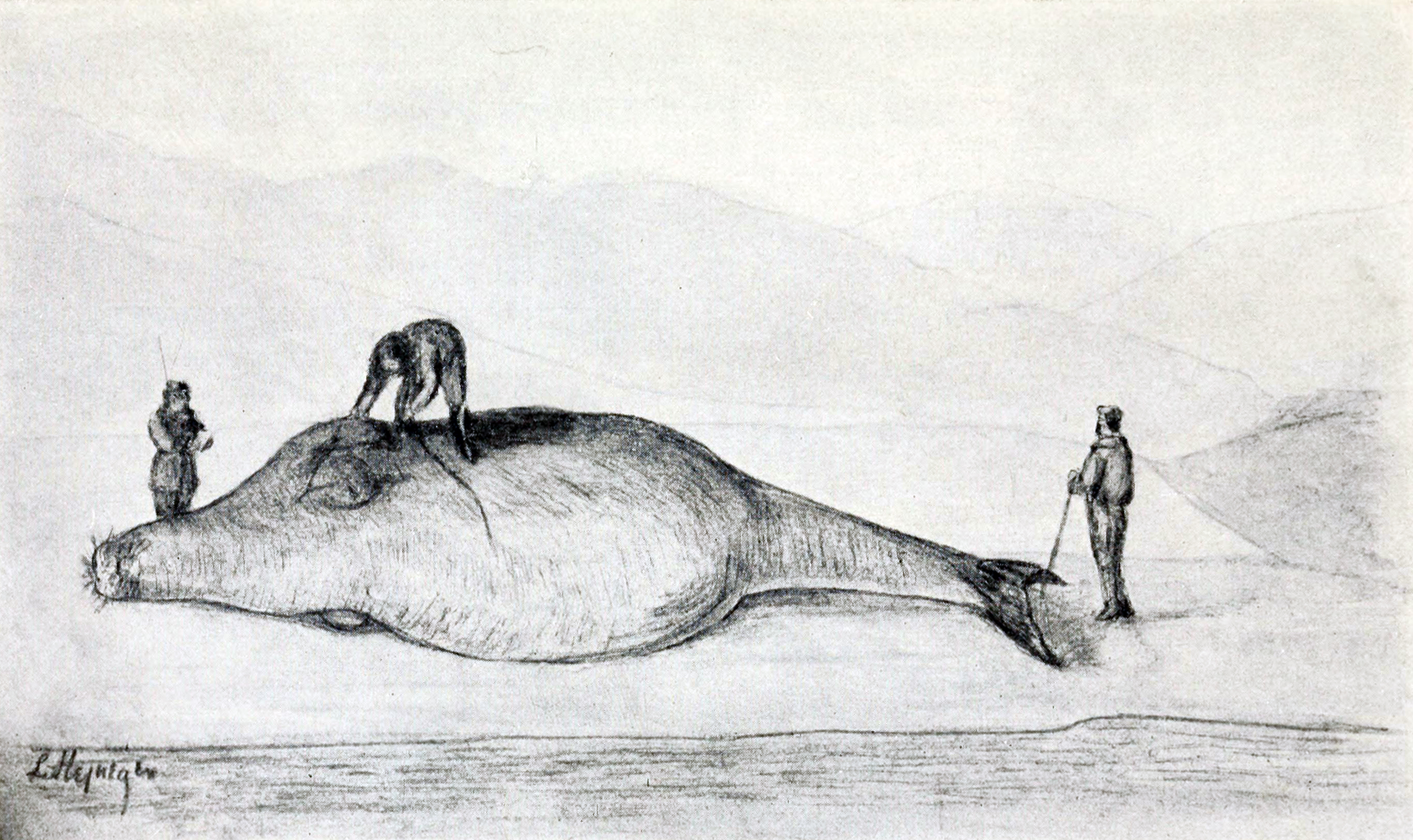
Reconstrucción de Stejneger de 1925 de G. W. Steller midiendo una vaca marina en 1742

Décadas después de su descubrimiento, no se conocieron restos óseos de una vaca marina de Steller. Esto puede haberse debido a la subida y bajada del nivel del mar a lo largo del período Cuaternario, lo que podría haber dejado ocultos muchos huesos de vacas marinas. Los primeros huesos de una vaca marina de Steller se desenterraron alrededor de 1840, más de 70 años después de que se suponía que se había extinguido. El primer cráneo parcial de vaca marina fue descubierto en 1844 por Ilya Voznesensky mientras se encontraba en la isla del Comandante, y el primer esqueleto fue descubierto en 1855 en el norte de la isla de Bering. Estos ejemplares fueron enviados a San Petersburgo en 1857, y otro esqueleto casi completo llegó a Moscú alrededor de 1860. Hasta hace poco, todos los esqueletos completos se encontraron durante el siglo XIX, siendo el período más productivo en cuanto a restos esqueléticos desenterrados, desde 1878 hasta 1883. Durante este tiempo, se descubrieron 12 de los 22 esqueletos cuyas fechas de recolección se conocen. Algunos autores no creían posible la recuperación de más material esquelético significativo de la isla del Comandante después de este período, pero se encontró un esqueleto en 1983 y dos zoólogos recolectaron alrededor de 90 huesos en 1991. Sólo de dos a cuatro esqueletos de vaca marina expuestos en varios museos del mundo proceden de un solo individuo. Se sabe que Adolf Erik Nordenskiöld, Benedykt Dybowski y Leonhard Hess Stejneger desenterraron muchos restos esqueléticos de diferentes individuos a finales del siglo XIX, a partir de los cuales se ensamblaron esqueletos compuestos. Hasta 2006, se han encontrado 27 esqueletos casi completos y 62 cráneos completos, pero la mayoría de ellos son conjuntos de huesos de dos a 16 individuos diferentes.
En 2021, se secuenció el genoma nuclear de esta especie.

### Ilustraciones
El Cuadro de Pallas es el único dibujo conocido de la vaca marina de Steller que se cree que proviene de un espécimen completo. Fue publicado por Peter Simon Pallas en su obra de 1840 Icones ad Zoographia Rosso-Asiatica. Palas no especificó una fuente; Stejneger sugirió que pudo haber sido una de las ilustraciones originales realizadas por Friedrich Plenisner, un miembro del equipo de Vitus Bering  como pintor y topógrafo que dibujó la figura de una vaca marina a petición de Steller. La mayoría de las representaciones de Plenisner se perdieron durante el tránsito de Siberia a San Petersburgo.
Otro dibujo de la vaca marina de Steller similar al Cuadro de Pallas apareció en un mapa de 1744 dibujado por Sven Waxell y Sofron Chitrow. Es posible que la imagen también se haya basado en un espécimen y fue publicada en 1893 por Pekarski. El mapa representaba la ruta de Vitus Bering durante la Gran Expedición al Norte, y presentaba ilustraciones de la vaca marina de Steller y el león marino de Steller en la esquina superior izquierda. El dibujo contiene algunas características inexactas, como la inclusión de párpados y dedos, lo que hace dudar de que haya sido dibujado a partir de un espécimen.
Johann Friedrich von Brandt, director de la Academia de Ciencias de Rusia, hizo dibujar la "Imagen ideal" en 1846 basándose en el Cuadro de Pallas, y luego la "Imagen ideal" en 1868 basada en esqueletos recopilados. En 1891 se encontraron otros dos posibles dibujos de la vaca marina de Steller en el diario manuscrito de Waxell. Había un mapa que representaba una vaca marina, así como un león marino de Steller y un lobo marino del norte. La vaca marina fue representada con ojos grandes, una cabeza grande, manos en forma de garras, pliegues exagerados en el cuerpo y una aleta caudal en perspectiva horizontal en lugar de vertical. El dibujo puede haber sido una representación distorsionada de un juvenil, ya que la figura se parece a una cría de manatí. Otra imagen similar fue encontrada por Alexander von Middendorff en 1867 en la biblioteca de la Academia de Ciencias de Rusia, y probablemente sea una copia de la Pintura de Tsarskoye Selo.
| El cuerpo es oblongo. En el extremo izquierdo está la cabeza, que es ligeramente más pequeña que el cuerpo, con un punto a modo de ojo cerca de la parte superior. Justo detrás de la cabeza, en la parte inferior, hay un brazo que se dobla hacia la cola. La cola está dibujada de lado como la de un pez para mostrar el nudo, y la mitad superior de la cola está sombreada más oscura que la mitad inferior. |
| El cuadro de Pallas: el único dibujo superviviente de la vaca marina de Steller realizado por Friedrich Plenisner, y posiblemente el único extraído de un espécimen completo (1840) |

| El Mar de Okhosk con la Península de Kamchatka a la izquierda y la Isla de Bering cerca del fondo. Sobre la isla de Bering y a la derecha de Rusia hay ilustraciones de la vaca marina de Steller y el león marino de Steller. El cuerpo de la vaca marina es alargado. En el extremo izquierdo está la cabeza que es un poco más pequeña que el cuerpo, con un ojo pequeño con párpados. Justo detrás de la cabeza, en la parte inferior, hay un brazo que se dobla hacia la cola. La cola está dibujada de lado como la de un pez para mostrar el nudo, y la mitad superior de la cola está sombreada más oscura que la mitad inferior. Para el león marino, el extremo posterior es paralelo al suelo y el extremo frontal es perpendicular al suelo. Las orejas son delgadas y largas. Tienen un cuello grueso y una cara destrozada con la nariz prominente. La aleta delantera tiene la forma de un delfín y está dibujada perpendicular al suelo, doblándose hacia la parte trasera. La aleta trasera es rectangular con cuatro ranuras paralelas entre sí. |
| La pintura de Pekarski: un mapa de la Isla del Comandante que incluye ilustraciones de la vaca marina de Steller y el león marino de Steller realizadas por un miembro de la tripulación de la Gran Expedición del Norte de Vitus Bering (1893) |

| Un cuerpo oblongo con una cabeza pequeña, una mano sin dedos visibles similar a la aleta de un delfín pero apuntando hacia abajo y una aleta caudal en posición vertical similar a la de un pez. |
| La imagen ideal de Johann Friedrich von Brandt basada en el cuadro de Pallas (1846) |

| Un cuerpo oblongo con un hocico similar al de un manatí con pelos cortos visibles, una mano sin dedos visibles similar a la aleta de un delfín pero apuntando hacia abajo y una aleta caudal en posición vertical similar a la de un pez. |
| El cuadro ideal de Johann Friedrich von Brandt basado en el cuadro de Palas y esqueletos (1868) |

| El animal está tendido en el suelo, una vista lateral. Tiene una cabeza grande, un ojo grande, varios pliegues verticales en el cuerpo, una mano en forma de gancho y una cola dentada que se encuentra horizontalmente en el suelo.                   |
| La imagen de Tsarskoye Selo: un mapa de la Islas del Comandante, que incluye ilustraciones de la vaca marina de Steller, el león marino de Steller y el lobo marino del norte, por Sven Waxell ( 1891); la cola yace plana en el suelo en perspectiva. |

| Vista lateral, un cuerpo grande, una cabeza pequeña, un hocico saliente, un ojo pequeño justo detrás del hocico con párpados, pliegues verticales en el cuerpo y una cola dentada en posición vertical similar a la de un pez. |
| El segundo cuadro de Tsarskoye Selo de Sven Waxell (1891) |

## Distribución

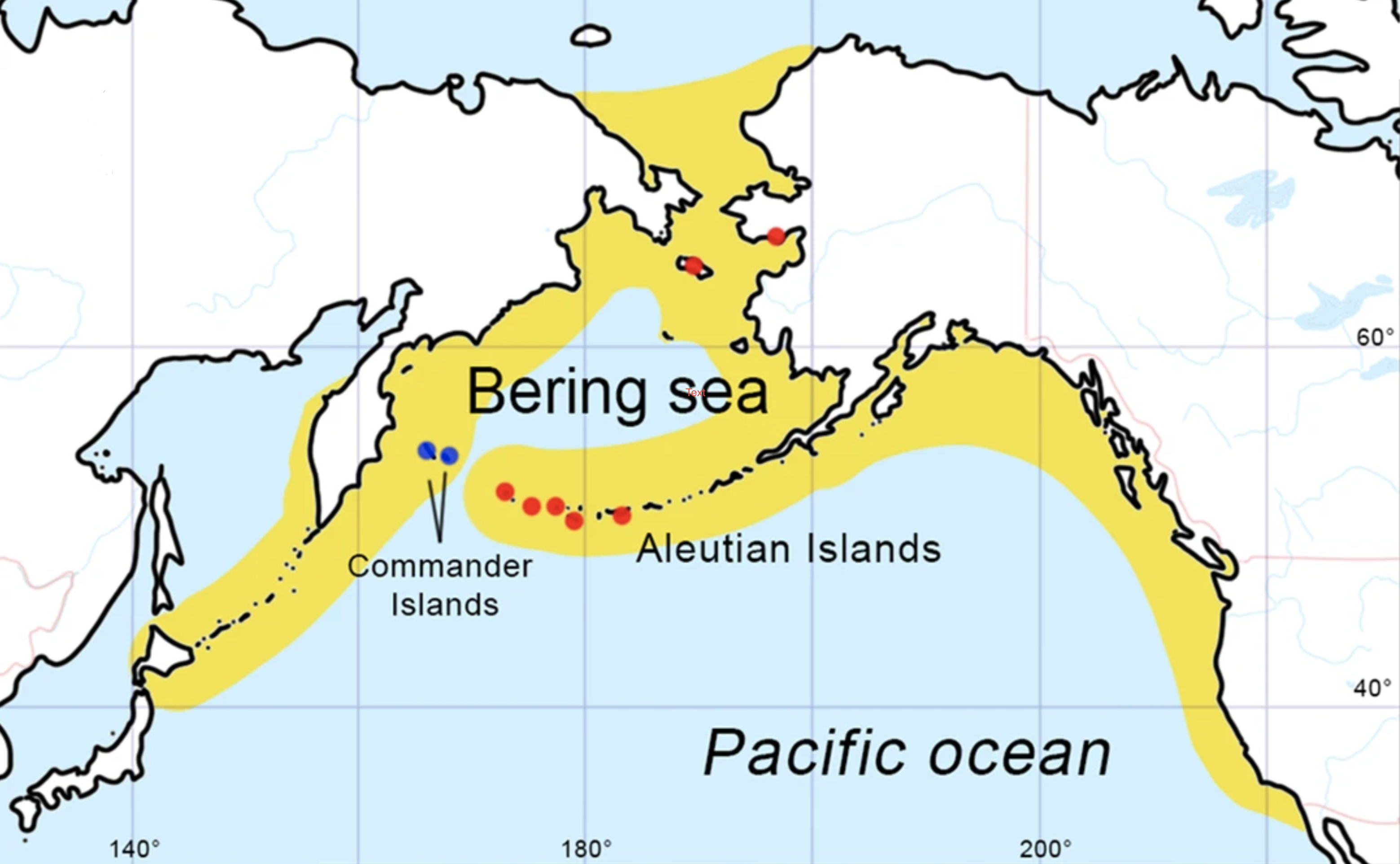
Distribución de la vaca marina de Steller: en amarillo, durante el Pleistoceno; en rojo, según la evidencia arqueológica; y en azul, para los registros históricos

El área de distribución de la vaca marina de Steller en el momento de su descubrimiento aparentemente estaba restringida a los mares poco profundos alrededor de las Islas del Comandante, que incluyen las islas Bering y Medni. Las Islas del Comandante permanecieron deshabitadas hasta 1825, cuando la Compañía ruso-americana trasladó allí a los aleutas de las islas Attu y Atka.
Los primeros fósiles descubiertos fuera de las Islas del Comandante se encontraron en depósitos interglaciales del Pleistoceno en Amchitka, y se encontraron más fósiles que datan del Pleistoceno tardío en la Bahía de Monterey, California, y en Honshu, Japón. Esto sugiere que la vaca marina tenía un área de distribución mucho más extensa en tiempos prehistóricos. Sin embargo, no se puede excluir que estos fósiles pertenezcan a otras especies de Hydrodamalis. El hallazgo más al sur es una costilla datada del Pleistoceno medio de la península de Bōsō en Japón. Los restos de tres individuos se encontraron conservados en la Formación South Bight de Amchitka; como los depósitos interglaciares del Pleistoceno tardío son raros en las Aleutianas, el descubrimiento sugiere que las vacas marinas abundaban en esa época. Según Steller, la vaca marina a menudo residía en costas arenosas poco profundas y en las desembocaduras de ríos de agua dulce. La evidencia genética sugiere que la vaca marina de Steller, así como el dugongo moderno, sufrió un cuello de botella en su población (una reducción significativa de la población) que descendió bruscamente hace aproximadamente 400.000 años.
Fragmentos de huesos y relatos de los nativos aleutianos sugieren que las vacas marinas también habitaron históricamente las Islas Near, potencialmente con poblaciones viables que estuvieron en contacto con humanos en las Islas Aleutianas occidentales antes del descubrimiento de Steller en 1741. Una costilla de vaca marina descubierta en 1998 en la isla Kiska fue datada de alrededor de 1000 años y ahora está en posesión del Museo Burke en Seattle. La datación puede estar sesgada debido al efecto de reservorio marino que hace que los especímenes marinos datados por radiocarbono parezcan varios cientos de años más antiguos de lo que son. El efecto reservorio marino es causado por las grandes reservas de C14 en el océano, y es más probable que el animal muriera entre 1710 y 1785. Un estudio de 2004 informó que los huesos de vaca marina descubiertos en la isla Adak tenían alrededor de 1.700 años, y que los huesos de vaca marina descubiertos en la isla Buldir tendrían alrededor de 1.600 años. Es posible que los huesos procedieran de cetáceos y estuvieran clasificados erróneamente. También se han encontrado costillas de una vaca marina de Steller en la Isla San Lorenzo, y se cree que el espécimen vivió entre los años 800 y 920 de la era común.

## Interacciones con humanos

### Extinción
La evidencia genética sugiere que las vacas marinas de Steller alrededor de las Islas del Comandante fueron las últimas de una población mucho más ubicua dispersa por las zonas costeras del Pacífico Norte. Tenían la misma diversidad genética que la última población, bastante endogámica, de mamuts lanudos en la isla Wrangel. Durante los períodos glaciales y la reducción del nivel del mar y las temperaturas, el hábitat adecuado retrocedió sustancialmente, fragmentando la población. Cuando el nivel del mar se estabilizó hace unos 5.000 años, la población ya se había desplomado. En conjunto, esto indica que incluso sin la influencia humana, la vaca marina de Steller aún habría sido un clado muerto andante, y la gran mayoría de la población ya se habría extinguido debido a los cambios naturales en el clima y el nivel del mar, y la pequeña población restante estaría en mayor riesgo de un vórtice de extinción genética.

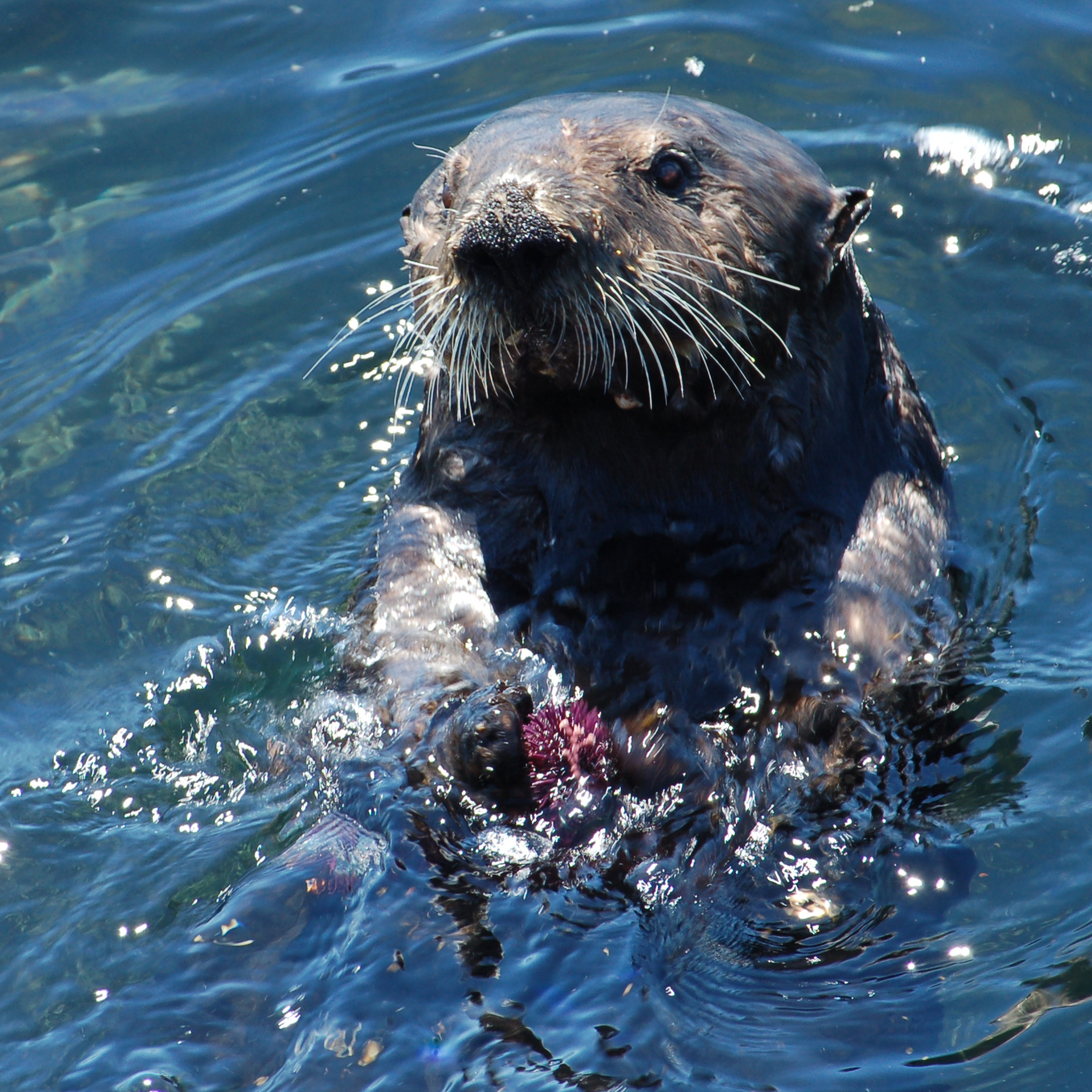
La nutria marina es una especie clave y mantiene bajo control las poblaciones de erizos de mar. Su despoblación en las Islas Aleutianas puede haber provocado la disminución de los quelpos y, posteriormente, de las vacas marinas.

La presencia de las vacas marinas de Steller en las Islas Aleutianas puede haber provocado que los aleutianos migraran hacia el oeste para cazarlas. Esto posiblemente condujo a la extirpación de la vaca marina en esa zona, suponiendo que aún no hubiera sucedido, pero la evidencia arqueológica no es concluyente. Un factor que potencialmente condujo a la extinción de la vaca marina de Steller, específicamente frente a la costa de la isla de San Lorenzo, fue el pueblo yupik siberiano que ha habitado la isla de San Lorenzo durante 2.000 años. Es posible que hayan cazado a las vacas marinas hasta su extinción, ya que los nativos tienen una cultura culinaria que depende en gran medida de los mamíferos marinos. El inicio del Período cálido medieval, que redujo la disponibilidad de algas, también puede haber sido la causa de su extinción local en esa zona. También se ha argumentado que la disminución de la vaca marina de Steller puede haber sido un efecto indirecto de la recolección de nutrias marinas por parte de los aborígenes de la zona. Con la reducción de la población de nutrias, la población de erizos de mar habría aumentado, lo que a su vez habría reducido la población de algas marinas, su principal alimento. Sin embargo, en tiempos históricos, la caza aborigen había agotado las poblaciones de nutrias marinas sólo en áreas localizadas, y como la vaca marina habría sido presa fácil para los cazadores aborígenes, las poblaciones accesibles pueden haber sido exterminadas con o sin la caza simultánea de nutrias. En cualquier caso, el área de distribución de la vaca marina se limitaba a las zonas costeras frente a islas deshabitadas cuando llegó Bering, y el animal ya estaba en peligro de extinción.
Cuando los europeos los descubrieron, es posible que sólo quedaran 2.000 individuos. Esta pequeña población fue rápidamente aniquilada por los comerciantes de pieles, cazadores de focas y otros que siguieron la ruta de Vitus Bering más allá de su hábitat hasta Alaska. También fue cazado para recolectar su valiosa grasa subcutánea. El animal fue cazado y utilizado por Ivan Krassilnikov en 1754 e Ivan Korovin en 1762, pero Dimitri Bragin, en 1772, y otros más tarde, no lo vieron. Brandt concluyó así que en 1768, veintisiete años después de haber sido descubierta por los europeos, la especie ya se había extinguido. En 1887, Stejneger estimó que quedaban menos de 1.500 individuos en el momento del descubrimiento de Steller y argumentó que ya existía un peligro inmediato de extinción de la vaca marina.
El primer intento de cazar al animal por parte de Steller y los demás miembros de la tripulación no tuvo éxito debido a su fuerza y su gruesa piel. Intentaron empalarlo y arrastrarlo a la orilla usando un gancho grande y un cable pesado, pero la tripulación no pudo perforar su piel. En un segundo intento, un mes después, un arponero atravesó a un animal y los hombres que estaban en la orilla lo arrastraron mientras otros lo apuñalaban repetidamente con bayonetas. Lo arrastraron a aguas poco profundas y la tripulación esperó hasta que la marea bajó y lo vararon para descuartizarlo. Después de esto, fueron cazados con relativa facilidad, siendo el principal desafío transportar al animal de regreso a la orilla. Esta recompensa inspiró a los comerciantes marítimos de pieles a desviarse hacia las Islas del Comandante y reabastecer sus suministros de alimentos durante las expediciones del Pacífico Norte.

#### Impacto de su extinción
Si bien no eran una especie clave, las vacas marinas de Steller probablemente influyeron en la composición comunitaria de los bosques de quelpos que habitaban, y también aumentaron su productividad y resistencia a los factores estresantes ambientales al permitir que entrara más luz en los bosques de algas y que crecieran más algas, y mejoraron el reclutamiento y la dispersión de algas a través de su comportamiento alimentario. En la actualidad, el flujo de nutrientes de los bosques de algas a los ecosistemas adyacentes está regulado por las estaciones, siendo las tormentas y corrientes estacionales el factor principal. Es posible que la vaca marina de Steller haya permitido que este flujo continuara durante todo el año, permitiendo así una mayor productividad en los hábitats adyacentes. La perturbación causada por la vaca marina de Steller puede haber facilitado la dispersión de algas, sobre todo las especies de Nereocystis, a otros hábitats, permitiendo el reclutamiento y la colonización de nuevas áreas y facilitando el intercambio genético. Su presencia también puede haber permitido que las nutrias marinas y los grandes invertebrados marinos coexistieran, lo que indica que la disminución comúnmente documentada en las poblaciones de invertebrados marinos impulsada por las nutrias marinas (un ejemplo de ello son las poblaciones del quitón de cuero negro) podría deberse a su vez, a la pérdida de funciones ecosistémicas asociadas a la vaca marina de Steller. Esto indica que debido a la extinción de la vaca marina, es posible que la dinámica del ecosistema y la resiliencia de los bosques de algas del Pacífico Norte ya se hayan visto comprometidos mucho antes de los factores estresantes modernos más conocidos, como la sobreexplotación y el cambio climático.

### Últimos avistamientos reportados
Se han informado avistamientos de vacas marinas después de la fecha oficial de extinción de Brandt en 1768. Lucien Turner, un etnólogo y naturalista estadounidense, dijo que los nativos de la isla Attu informaron que las vacas marinas sobrevivieron hasta el siglo XIX y, en ocasiones, fueron cazadas.
En 1963, el diario oficial de la Academia de Ciencias de la Unión Soviética publicó un artículo anunciando un posible avistamiento. El año anterior, el barco ballenero Buran había informado de un grupo de grandes mamíferos marinos pastando algas en aguas poco profundas frente a Kamchatka, en el golfo de Anadyr. La tripulación informó haber visto seis de estos animales de entre 6 y 8 metros (20 a 26 pies), con trompas y labios partidos. También ha habido supuestos avistamientos por parte de pescadores locales en las islas Kuriles en el norte, y alrededor de las penínsulas de Kamchatka y Chukotka.

### Usos

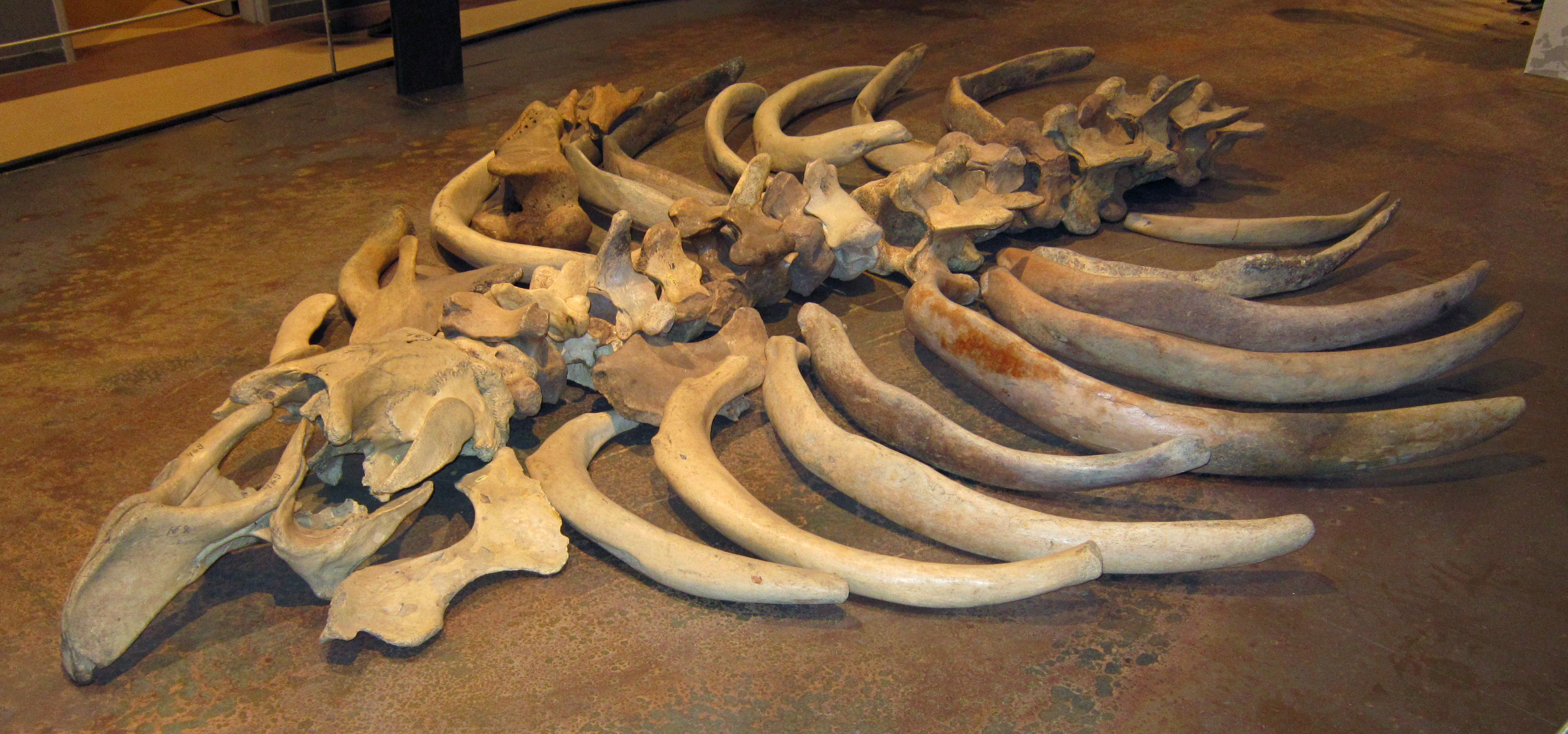
Esqueleto desenterrado de la isla de Bering en 1948, Zoologisk Museum

Steller describió a la vaca marina como "sabrosa"; se decía que la carne tenía un sabor similar al de la carne en conserva, aunque era más dura, más roja y necesitaba cocinarse por más tiempo. La carne era abundante en el animal y se echaba a perder lentamente, tal vez debido a la gran cantidad de sal en la dieta del animal que la curaba eficazmente. La grasa podría usarse para cocinar y como aceite inodoro para lámparas. La tripulación del St. Peter bebió la grasa en tazas y Steller describió que sabía a aceite de almendras. La leche espesa y dulce de las vacas marinas hembra se podía beber o convertir en mantequilla, y la piel espesa y correosa se podía usar para hacer ropa, como zapatos y cinturones, y grandes barcos de piel a veces llamados baidarkas o umiaks.
A finales del siglo XIX, los huesos y fósiles del animal extinto eran valiosos y, a menudo, se vendían a precios elevados a los museos. La mayoría se recolectaron durante esta época, lo que limitó el comercio después de 1900. Algunos todavía se venden comercialmente, ya que el hueso cortical altamente denso es muy adecuado para fabricar artículos como mangos de cuchillos y tallas decorativas. Debido a que la vaca marina está extinta, los productos artesanales nativos elaborados en Alaska a partir de este "marfil de sirena" son legales para venderse en los Estados Unidos y no están bajo la jurisdicción de la Ley de Protección de Mamíferos Marinos (MMPA) ni de la Convención sobre el Comercio Internacional de Especies en Peligro de Fauna y Flora Silvestres (CITES), que restringen el comercio de productos de mamíferos marinos. Aunque la distribución es legal, la venta de huesos no fosilizados está generalmente prohibida y el comercio de productos hechos con huesos está regulado porque es poco probable que parte del material sea auténtico y probablemente provenga en realidad de cetáceos árticos.
La etnógrafa Elizabeth Porfirevna Orlova, del Museo Ruso de Etnografía, estuvo trabajando en las islas del Comandante entre agosto a septiembre de 1961. Su investigación incluye notas sobre un juego de precisión, llamado kakan ("piedras") que se jugaba con los huesos de la vaca marina de Steller. El kakan se jugaba habitualmente en casa entre adultos durante el mal tiempo, al menos durante el trabajo de campo de Orlova.

### En los medios y el folclore

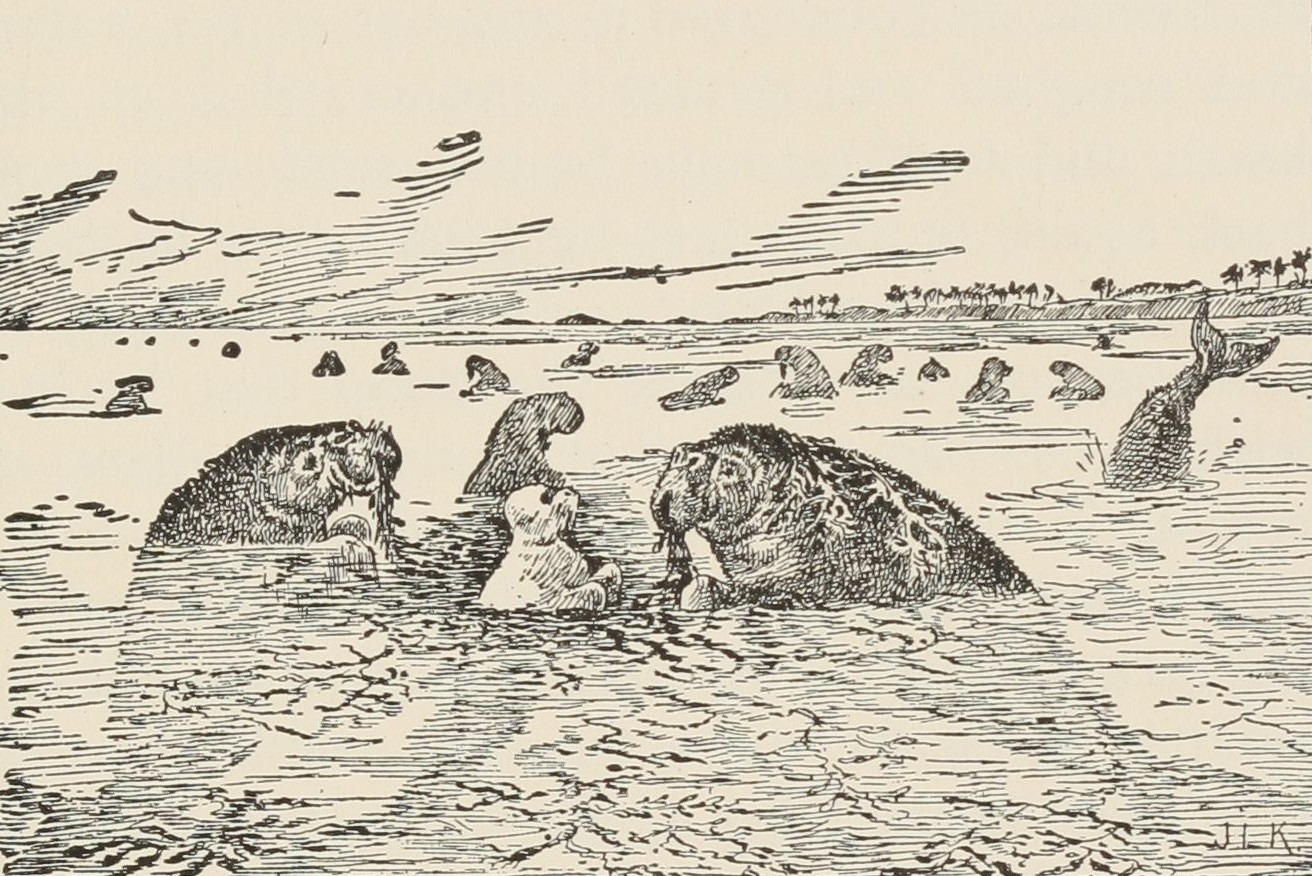
Kotick, la foca blanca hablando con vacas marinas en El libro de la selva de Rudyard Kipling (1895)

En la historia "La foca blanca" de El libro de la selva de Rudyard Kipling, que tiene lugar en el mar de Bering, Kotick, el raro oso marino blanco consulta a la vaca marina durante su viaje para encontrar un nuevo hogar.
Tales of a Sea Cow es una película de docuficción de 2012 del artista islandés-francés Etienne de France sobre un descubrimiento ficticio de 2006 de las vacas marinas de Steller frente a la costa de Groenlandia. La película se ha exhibido en museos de arte y universidades de Europa.
Las vacas marinas de Steller aparecen en dos libros de poesía: Nach der Natur (1995) de Winfried Georg Sebald, y Species Evanescens (2009) del poeta ruso Andrei Bronnikov. El libro de Bronnikov describe los acontecimientos de la Gran Expedición del Norte a través de los ojos de Steller; mientras que el libro de Sebald analiza el conflicto entre el hombre y la naturaleza, incluida la extinción de la vaca marina de Steller.